# Cristian Manea
Cristian Marian Manea (Agigea, 9 de agosto de 1997), más conocido como Cristian Manea, es un futbolista rumano que juega de defensa en el Rapid de Bucarest de la Liga I.

## Selección nacional
Manea fue internacional sub-16, sub-17, sub-19 y sub-21 con la selección de fútbol de Rumania. 
Debutó con la selección absoluta en 2014, con tan sólo 16 años, convirtiéndose en el futbolista más joven en debutar con la camiseta de la absoluta del combinado rumano, desbancando a Grațian Sepi. Su primer gol con la selección llegó el 5 de junio de 2018 en un amistoso frente a la selección de fútbol de Finlandia.

## Clubes
| Club                              | País    | Año       |
| --------------------------------- | ------- | --------- |
| F. C. Viitorul Constanța          | Rumania | 2013-2014 |
| Apollon Limassol                  | Chipre  | 2014-2020 |
| F. C. Viitorul Constanța (cedido) | Rumania | 2014-2015 |
| Royal Excel Mouscron (cedido)     | Bélgica | 2015-2017 |
| CFR Cluj (cedido)                 | Rumania | 2017-2019 |
| FCSB (cedido)                     | Rumania | 2019-2020 |
| CFR Cluj (cedido)                 | Rumania | 2020      |
| CFR Cluj                          | Rumania | 2020-2024 |
| Rapid de Bucarest                 | Rumania | 2024-     |

## Palmarés

### Títulos nacionales
| Título               | Club     | País    | Año  |
| -------------------- | -------- | ------- | ---- |
| Liga I               | CFR Cluj | Rumania | 2018 |
| Supercopa de Rumania | CFR Cluj | Rumania | 2018 |
| Liga I               | CFR Cluj | Rumania | 2019 |
| Liga I               | CFR Cluj | Rumania | 2020 |
| Supercopa de Rumania | CFR Cluj | Rumania | 2020 |
| Liga I               | CFR Cluj | Rumania | 2021 |
| Liga I               | CFR Cluj | Rumania | 2022 |